# Budova Centrotex
Budova Centrotex je výšková administrativní budova na náměstí Hrdinů na pražském Pankráci, městské části Praha 4-Nusle.
V budově sídlí Ministerstvo vnitra ČR. V době komunistické vlády zde sídlil podnik zahraničního obchodu (PZO) Centrotex, který se zabýval zprostředkováním obchodu se zahraničím. 

## Historie
Budova byla postavena v roce 1978, navržena architekty Václavem Hilským a Otakarem Jurenkou. Je vysoká 74 metrů a půdorys základny budovy je přibližně 60 x 20 metrů (vyšší, jižní budova) a 40 x 20 metrů (severní, nižší budova).
Budova se nachází nad stanicí Pražského povstání metra C.